# Alfredo M. Bonanno
Alfredo María Bonanno (Catania, Italia, 4 de marzo de 1937-6 de diciembre de 2023) fue un pensador y activista anarquista insurreccionalista italiano. Es autor de numerosos ensayos de pensamiento y análisis editados por las Edizioni Anarchismo, algunos de ellos traducidos al castellano como El placer armado o La tensión anarquista.

## Biografía
Bonanno nació en la ciudad de Catania, Sicilia, en 1937. Una influencia en su pensamiento y activismo sería José Lluis Facerías. "Facerías, aunque en teoría se asumía anarcosindicalista y acérrimo defensor de la organización centralista, en la práctica reivindicaba la expropiación y la acción directa y como método organizativo recomendaba el grupo mínimo de afinidad".
Alfredo María Bonanno fue redactor responsable de las revistas Provocazione y Anarchismo desde la década de los ochenta; con más de veinte volúmenes e infinidad de folletos en su haber. "Entre sus libros destacan Poder y Contrapoder, La dimensión anárquica, Teoría y práctica de la insurrección, La destrucción necesaria y Afinidad y organización informal. Asimismo son de resaltar entre su amplia producción de folletos La tensión anárquica, Otra vuelta de tuerca del capitalismo y El placer armado. Este último no solo fue prohibido en Italia, sino que le costó una ondena a dieciocho meses de cárcel, acusado de “apología de la violencia y subversión”".
Fue encarcelado en 1989, al ser detenido junto al compañero Pippo Stasi, durante un robo frustrado por la policía a una joyería en Bergamo. Fue condenado por este hecho a dos años en prisión al ser reducidas todas las condenas por decreto gubernamental. A mediados de noviembre de 1995, en Italia el fiscal Antonio Marini impulsa lo que se ha dado a conocer como “Proceso Marini” "en el cual fueron apresados sesenta y ocho anarquistas, entre ellos Alfredo María Bonanno, acusado de ser el autor intelectual e ideólogo de dicha organización". Bonanno fue culpado debido a su escrito titulado Nueva vuelta de tuerca del capitalismo El “proceso Marini” culminaría el 20 de abril de 2004, con la condena de once de los activistas detenidos. Bonanno, sería uno de ellos, sentenciado a seis años de cárcel por “apología y propaganda subversiva” entre otros delitos.
En horas de la mañana del jueves 1 de octubre de 2009, fue detenido nuevamente Alfredo Maria Bonanno. Esta vez en la ciudad de Trikala, al norte de Grecia.
La detención ocurrió poco después de un exitoso robo a una sucursal bancaria en pleno centro de la ciudad helénica. Con €46900 en la bolsa, Alfredo y su compañero de ideas y acción Christos Stratigopoulos, lograron huir del lugar en auto. Christos fue interceptado en un retén policial y Alfredo fue capturado en el hotel donde se hospedaba en posesión del dinero y la pistola. Desde el primer momento de la detención, Christos se hizo responsable de la acción, exonerando a Alfredo, por lo que fue acusado de robo armado, mientras que Alfredo sólo se le imputan cargos por “complicidad”. Tras nueve horas de audiencia, ambos fueron condenados a “prisión preventiva”, sentencia que, según la legislación griega, puede alcanzar hasta dieciocho meses de cárcel. Por tanto se encontró por un tiempo en la Cárcel de Máxima Seguridad de Atenas. Los abogados defensores de Alfredo María Bonanno han solicitado a las autoridades griegas que se le conceda “prisión domiciliaria” por razones de salud.
Alfredo fue condenado a 4 años de prisión, pero el 22 de noviembre de 2010 se celebró, en Larissa, el juicio contra Christos Stratigopoulos y Alfredo María Bonanno, donde este último fue dejado en libertad —pero forzado a ser extraditado a Italia— en consideración de su edad (74 años), mientras que Christos fue condenado a ocho años de prisión.

## Obras
Algunos ensayos de Bonanno traducidos al castellano:
- La tensión anarquista[4]
- El placer armado[5]
- Enfermedad y capital[6]
- Movimiento ficticio y movimiento real[7]
- Destruyamos el trabajo[8]
- Unas breves notas sobre Sacco y Vanzetti[9]
- Nueva vuelta de tuerca del capitalismo[10]
- Una crítica a los Métodos Sindicales[11]